# Asparagus albus
Asparagus albus — вид квіткових рослин родини холодкові (Asparagaceae). лат. albus — «білий».

## Опис
Це міцний і щільний кущ, який досягає від 50 см до 1 метр, стебла й гілки гнучкі й гладкі. Білі квіти, ароматні, гермафродитні, фіолетові пильовики.

## Поширення
Країни поширення: Алжир; Лівія; Марокко; Туніс; Італія (Сардинія, Сицилія); Франція (Корсика); Португалія; Іспанія (вкл. Балеарські острови), Гібралтар.

## Галерея

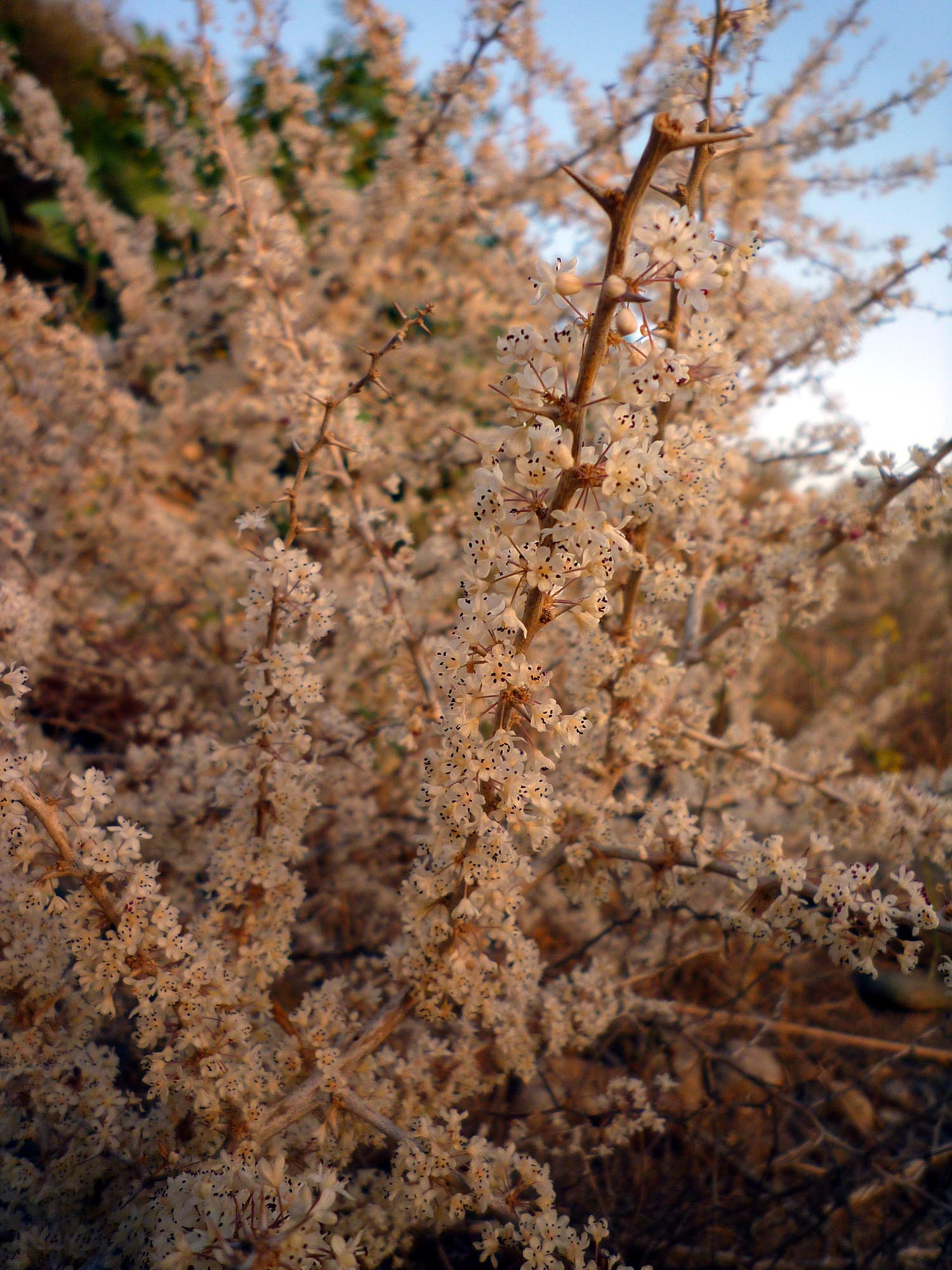
Суцвіття
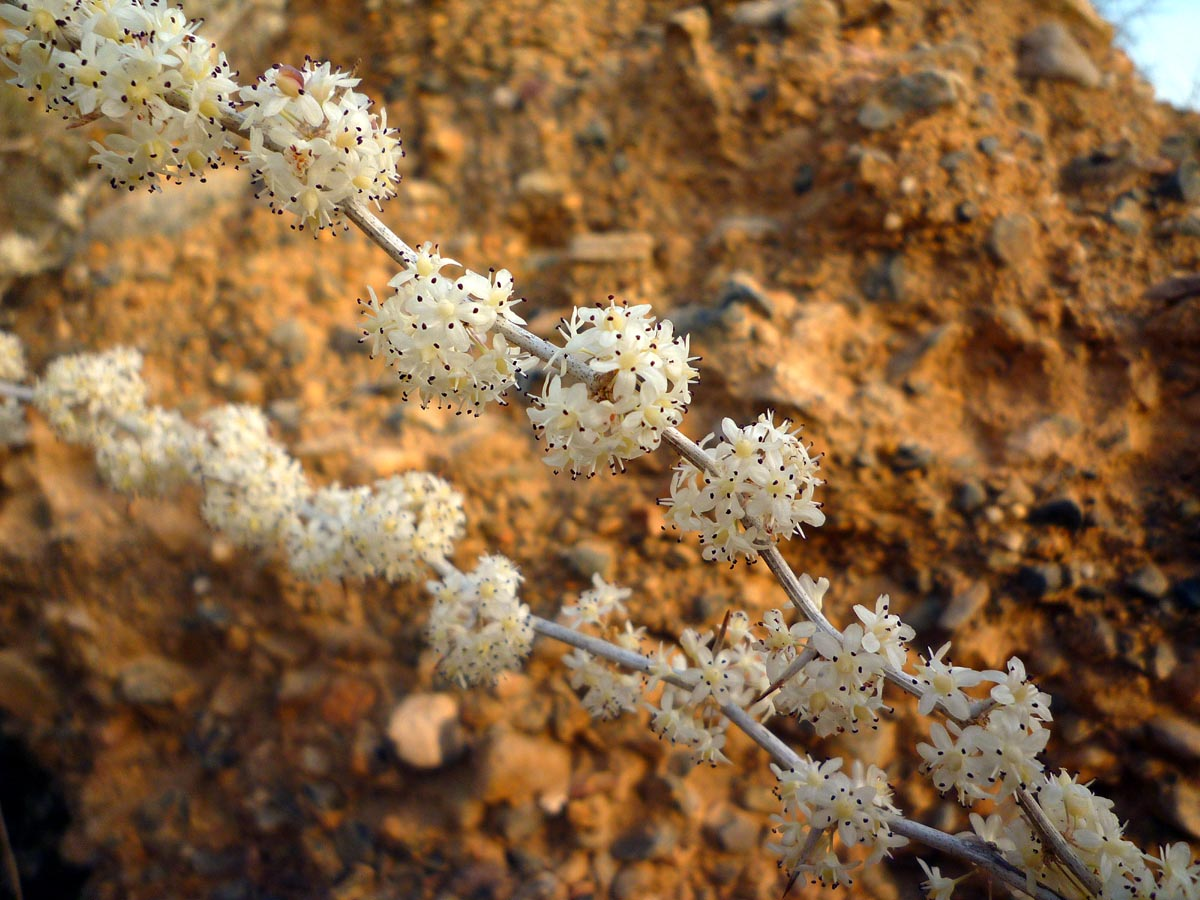
Суцвіття
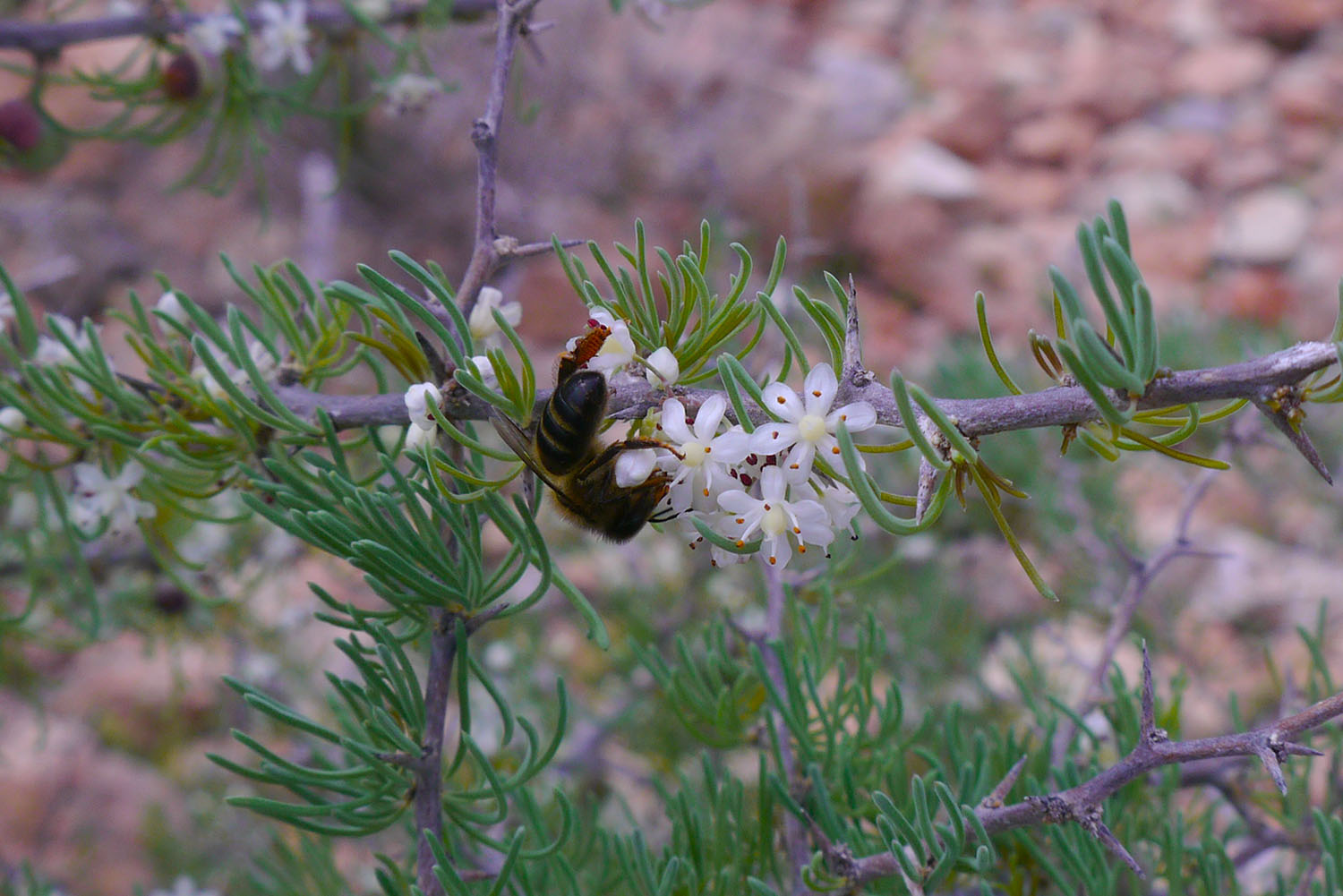
Суцвіття